# غاري باسارابا
غاري باسارابا هو ممثل كندي، ولد في 16 مارس 1959 في كندا.

## وصلات خارجية
- غاري باسارابا على موقع IMDb (الإنجليزية)
- غاري باسارابا على موقع ألو سيني (الفرنسية)
- غاري باسارابا على موقع قاعدة بيانات الفيلم (الإنجليزية)